# Květná (Krajková)
Květná, do roku 1947 Plumberg, (německy Plumberg) je malá vesnice, část obce Krajková v okrese Sokolov v Karlovarském kraji. Nachází se asi 1,5 kilometru severozápadně od Krajkové. Je zde evidováno 23 adres. V roce 2011 zde trvale žilo 44 obyvatel.
Květná leží v katastrálním území Květná u Krajkové o rozloze 3,02 km².

## Historie
První písemná zmínka o vesnici s původním názvem Plumberg či Blumenberg pochází z roku 1277.
Vesnice po mnoho století náležela majitelům hartenberského panství. V letech 1938 až 1945 bylo území obce v důsledku uzavření Mnichovské dohody přičleněno k nacistickému Německu. Po roce 1945 došlo k nucenému vysídlení německého obyvatelstva a počet obyvatel vesnice se výrazně snížil. Zanikly architektonicky cenné roubené a v patře hrázděné usedlosti. Z původních domů se téměř žádné nedochovaly.

## Přírodní poměry
Květná se rozkládá na svazích předhůří Krušných hor klesajících směrem k Sokolovské pánvi. Spolu s okolními osadami leží na svorech krušnohorského krystalinika. Při severním okraji zástavby pramení Radvanovský potok, západním okrajem katastru protéká Libocký potok s vodní nádrží Horka.

## Obyvatelstvo
Při sčítání lidu v roce 1921 zde žilo 188 obyvatel, z nichž jeden byl Čechoslovák, 187 bylo Němců. Všichni obyvatelé se hlásili k římskokatolické církvi.
| Rok            | 1869 | 1880 | 1890 | 1900 | 1910 | 1921 | 1930 | 1950 | 1961 | 1970 | 1980 | 1991 | 2001 | 2011 | 2021 |
| -------------- | ---- | ---- | ---- | ---- | ---- | ---- | ---- | ---- | ---- | ---- | ---- | ---- | ---- | ---- | ---- |
| Počet obyvatel | 229  | 232  | 203  | 204  | 201  | 188  | 187  | 57   | 40   | 80   | 67   | 78   | 76   | 44   | 43   |
| Počet domů     | 37   | 41   | 40   | 40   | 40   | 40   | 40   | 40   | -    | 18   | 18   | 21   | 21   | 21   | 21   |

## Obecní správa
Při sčítání lidu v letech 1850–1879 Květná byla osadou obce Krajková v okrese Falknov. V letech 1880–1952 byla samostatnou obcí v okrese Falknov nad Ohří (v letech 1890–1910 Falknov). Od roku 1953 je opět částí obce Krajková v okrese Sokolov.